# Barlavento Algarvio

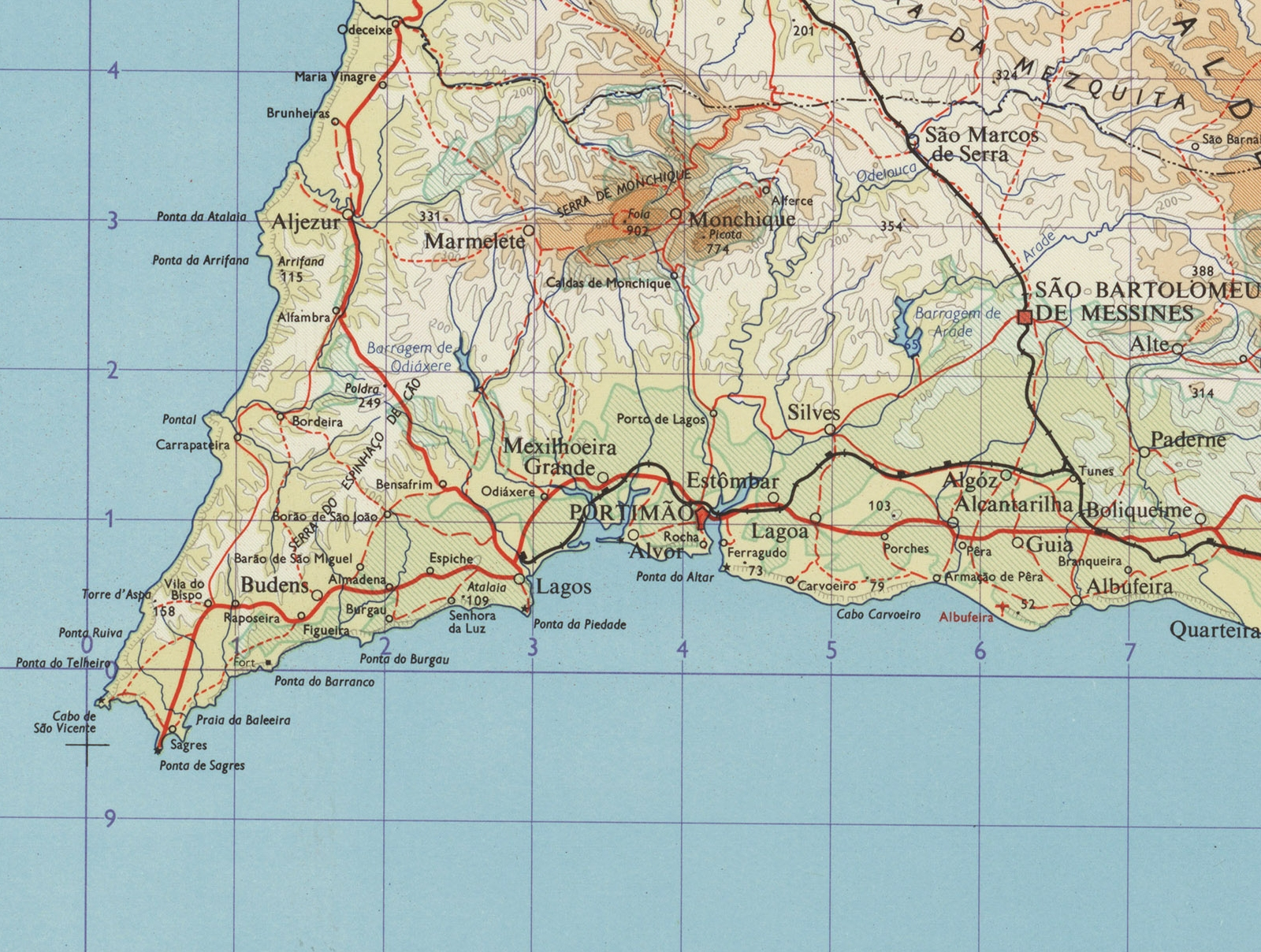
Mapa do Barlavento Algarvio (em 1965)

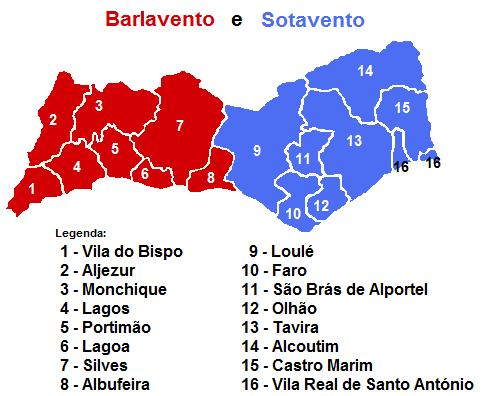
Mapa colorido com a divisão, por concelhos, do Barlavento e do Sotavento.

Barlavento designa a zona ocidental da região natural do Algarve, no sul de Portugal.
Dela fazem parte os municípios de Albufeira, Aljezur, Lagoa, Lagos, Monchique, Portimão, Silves e Vila do Bispo.
A cidade de Portimão é, por vezes, denominada de "capital do Barlavento Algarvio" por ser a maior e mais importante cidade desta zona. Apesar disso, Albufeira é o concelho algarvio com a posição mais elevada no Indicador Concelhio de Desenvolvimento Económico e Social.
O litoral do Barlavento Algarvio é caracterizado por praias dotadas de falésias e formações rochosas, cujas tonalidades oscilam entre o amarelo e o vermelho (como é o caso da praia do Barranco das Belharucas, em Albufeira).
A costa para oeste de Burgau (Vila do Bispo) faz parte do Parque Natural do Sudoeste Alentejano e Costa Vicentina.
O conceito "Barlavento Algarvio" tem uma outra acepção, entendida pela Administração Regional de Saúde do Algarve (ARS Algarve), abrangendo os sete municípios mais a ocidente do Algarve: Aljezur, Lagoa, Lagos, Monchique, Portimão, Silves e Vila do Bispo , onde residem mais de 150 mil habitantes, de acordo com os dados do INE . Os residentes nesta sub-região são servidos pelo CHBA.